# Лебамба, Станислав Марсельевич
Станислав Марсельевич Лебамба (21 апреля 1988, Орёл) — российский футболист, защитник.

## Биография
Воспитанник орловской СДЮШОР № 9 «Олимп». В 2005 году начал профессиональную карьеру в составе «КАМАЗа», но за первые три сезона сыграл только по два матча в Первом дивизионе (2006, 2007) и Кубке (2006, 2007), а большую часть времени выступал за дубль команды в любительском первенстве. В 2008 году играл на правах аренды во Втором дивизионе за «Губкин», а на следующий сезон стал победителем Второго дивизиона в составе «Мордовии». Вернувшись в «КАМАЗ», стал игроком основного состава и за следующие два сезона сыграл 50 матчей в Первом дивизионе. В начале карьеры играл центральным или правым полузащитником, но позже был переведён на позицию правого защитника.
В 2012 году перешёл в «Енисей», в его составе провёл два сезона в ФНЛ и сыграл 50 матчей. Принимал участие в матче 1/4 финала Кубка России против московского ЦСКА. В дальнейшем по половине сезона выступал за дзержинский «Химик» и раменский «Сатурн», а летом 2015 года в очередной раз вернулся в «КАМАЗ».
В июле 2017 года перешёл в латвийский ФК «Лиепая». Дебютировал в составе клуба 6 июля 2017 года в матче Лиги Европы против североирландского клуба «Крусейдерс».

## Достижения
«Мордовия»
- Победитель Второго дивизиона: 2009

«Лиепая»
- Обладатель Кубка Латвии: 2017

## Личная жизнь
Отец — конголезец, а мать русская. В семье есть три брата и две сестры. Брат Дмитрий — оперный певец-бас, поёт в спектаклях Мариинского театра, чтец Троице-Измайловского собора. В детстве родители на несколько лет уехали в Конго, а Станислав жил в Орле с бабушкой.